# John-Paul Duarte
John-Paul Duarte (Gibraltar, 13 de dezembro de 1986) é um futebolista gibraltino que atua como atacante. Atualmente joga pelo Manchester 62.

## Carreira internacional
John-Paul jogou sua primeira partida pela seleção principal em 1 de março de 2014, num amistoso contra as Ilhas Faroe que teve como resultado um placar de 4 a 1 contra os gibraltinos.

## Títulos
Newcastle/Lincoln Red Imps
- Gibraltar Football League: 2006–07, 2007–08, 2008–09, 2009–10, 2010–11, 2011–12, 2012–13, 2013–14 e 2014–15
- Rock Cup: 2006–07, 2007–08, 2008–09, 2009–10, 2010–11, 2013–14 e 2015
- Gibraltar League Senior Cup: 2006–07, 2007–08, 2010–11, 2011–12, 2012–13 e 2013–14